# Oeonistis ceramensis
Oeonistis ceramensis là một loài bướm đêm thuộc phân họ Arctiinae, họ Erebidae.